# Johannes Parleberg
Johannes Parleberg, auch: Johann Parleberg (* um 1420 in Stralsund; † 9. Juli 1483 in Greifswald) war ein deutscher Rechtsgelehrter und römisch-katholischer Geistlicher.

## Leben
Johannes Parleberg war der Sohn des Stralsunder Ratsherren Arnold Parleberg und dessen erster Frau Mynteke Liskow. Er besuchte die Universität Rostock und war bereits zum Magister Artium promoviert, als er 1456 an der neu gegründeten Universität Greifswald immatrikuliert wurde. 1457 wurde er zum Kanoniker des Kollegiatstiftes am Dom St. Nikolai ernannt.
Parleberg gehörte zunächst der Artistenfakultät an, in der er als Examinator und Dekan wirkte. Gleichzeitig widmete er sich juristischen Studien. Er hörte die Vorlesungen der Professoren Dietrich Sukow und Georg Walter über römisches sowie über kanonisches Recht. 1461 wechselte er als ordentlicher Professor für römisches Recht zur juristischen Fakultät. Seine Promotion zum Doctor legum erfolgte 1468. Zwischen 1466 und 1482 war er fünf Mal Rektor der Hochschule.
Als anerkannten Rechtsgelehrten entsandten ihn die Herzöge Erich II. und Wartislaw X. von Pommern zusammen mit Matthias Wedel, Georg Walter und Sabel Siegfried nach Wien an den Hof des Kaisers, um Verhandlungen im Stettiner Erbfolgestreit zu führen. Im Oktober 1469 reiste er mit Vertretern der pommerschen Landstände nach Petrikau. Dort sollte die Gesandtschaft einen Schiedsspruch des polnischen Königs Kasimir IV. zugunsten von Pommern-Wolgast erwirken. Im Jahr 1472 war er neben Georg Walter und Hermann Slupwachter an den Verhandlungen in Röreke bei Schwedt und dem im Mai geschlossenen Friedensvertrag von Prenzlau mit dem Kurfürstentum Brandenburg beteiligt. Im selben Jahr erhielt er ein Kanonikat in Stettin.
1474 wurde er Nachfolger des verstorbenen Heinrich Bukow als Präpositus am Greifswalder Dom und 1475 nach Georg Walters Tod Ordinarius der Juristenfakultät. Außerdem wurde er Vizekanzler und Subkonservator der Universität Greifswald sowie fürstlicher Rat und Syndikus des Camminer Domkapitels. Er war wiederholt schiedsrichterlich tätig, so in Streitigkeiten zwischen der Universität und dem Stadtrat aber auch innerhalb der Hochschule. Gemeinsam mit dem pommerschen Klerus protestierte er 1481/82 gegen die Einsetzung von Marinus de Fregeno zum Bischof von Cammin. Als Marinus de Fregeno in Greifswald von einer aufgebrachten Menge angegriffen wurde, gewährte er dem Bischof jedoch Schutz im Greifswalder Dom, wofür dieser aus Dank die Privilegien des Doms erweiterte.
Nach seinem Tod 1483 wurde Johannes Parleberg im Dom St. Nikolai beigesetzt. Seine Handschriften gelangten über seinen Schüler Johannes Meilof und den Domprediger Everhard Grothus in den Besitz der Dombibliothek.